# Storia di genere
La storia di genere è un genere storiografico nato con l'intento di dare visibilità nella storiografia corrente al genere femminile, ignorato nella storiografia ottocentesca e novecentesca e dalla volontà di non disperdere le esperienze femminili, spesso condannate all'oblio dalla storiografia ufficiale. Si affermò infatti come materia autonoma della ricerca storica negli anni Settanta del Novecento, in seguito alla diffusione delle tematiche nate nel movimento femminista. 
I primissimi studi riguardarono le vite di donne celebri o la storia del femminismo. Attualmente la ricerca è molto più generalizzata e riguarda l'impianto culturale e sociale dei generi maschile e femminile e i loro mutamenti nella storia.
Il primo impulso a questi studi venne dal mondo anglosassone (dove, dalla fine degli anni '80, si pubblica la più autorevole rivista del settore. Un forte impulso alla storia di genere venne anche dalla storiografia francese, in particolare dalla scuola delle “Annales”.